# Kanivesangenahalli, Hosadurga
Kanivesangenahalli là một làng thuộc tehsil Hosadurga, huyện Chitradurga, bang Karnataka, Ấn Độ.